# 一級上将
一級上将（いっきゅうじょうしょう）は中華民国国軍の階級である。他国軍の上級大将に相当する。

## 概要
それまでの中華民国国民革命軍は、将官は少将から上将までの3等制であったが、1935年4月に一・二級に分離し新たに制定された。8人の陸軍将官、1人の海軍将官の計9人が任命された。さらに上位の階級として特級上将が存在したが、これは蔣介石のみが任じられた。その後日中戦争を経た、国共内戦までにさらに8人が任命されたが、内5名は死後追贈である。
国共内戦に敗れ、台湾に遷都した後、周至柔が空軍初の一級上将となるが、遷台後は大規模な戦争はなくなった事もあって、基本的に参謀総長のみの指定職となった。(二級上将が他国軍の大将に相当し、陸海空各軍総司令及び副参謀総長等の指定職である）。前述の周も1950年から1952年まで参謀総長と空軍総司令を兼任したが、第7代の彭孟緝(1959-1965年)以降は完全に規定され、第6代以前の歴代参謀総長も最終的には一級上将に昇進している。ただし国共内戦以降も名誉職で任命された軍人もいる。
歴代参謀総長には退任後は国防部長に就いた軍人もいた。2000年に特級上将が正式に廃止、一級上将が制度上最高職となる。2001年には、アメリカ軍等にならい、上将の一・二級分離を止め、代わりに准将を新設する案が出された。これは実現しなかったが2015年以降は一級上将は、戦時限定での運用規定する階級とし参謀総長が二級上将に、従来は二級上将の指定職だった副参謀総長(2名)は中将に降格される事が決定した。
運用が繰り上げされ2013年1月16日より、中華民国空軍総司令だった厳明が二級上将で参謀総長に就いた。
ただし階級そのものは廃止されておらず、重大な功績をあげた場合に限り昇進でき、定年も最大70歳まで延長可能な規定となっている。例外では、2020年にヘリの墜落事故により殉職した沈一鳴参謀総長（空軍二級上将）は、一級上将を死後追贈された。

中華民國陸軍一級上將の肩章
中華民國海軍一級上將の肩章
中華民國空軍一級上將の肩章

中華民國陸軍一級上將旗
中華民國海軍一級上將旗
中華民國空軍一級上將旗

## 一級上将一覧
中華民国一級上将一覧を参照の事。